# Forever is the World
Forever is the world  è il settimo studio album della band norvegese Theatre of Tragedy, pubblicato 18 settembre 2009 sotto l'etichetta discografica AFM Records.

## Tracce
1. Hide and Seek - 5:26
2. A Nine Days Wonder  - 5:17
3. Revolution  - 4:09
4. Transition  - 4:59
5. Hollow  - 6:10
6. Astray  - 3:42
7. Frozen  - 5:20
8. Empty (Bonus track)  - 4:03
9. Illusions - 4:45
10. Deadland - 4:40
11. Forever is the world - 4:41
12. The Breaking (Bonus track nell'edizione in vinile e nell'edizione limitata in digipack) - 4:26

## Formazione

### Gruppo
- Raymond Istvàn Rohonyi - voce maschile
- Nell Sigland - voce femminile
- Vegard K. Thorsen - chitarra
- Frank Claussen - chitarra
- Lorentz Aspen - tastiere
- Hein Frode Hansen - batteria

### Altri musicisti
- Magnus Westgaard - basso